# Sternmühle (Gemeinde Bad Leonfelden)
Sternmühle ist der Name einer Einschicht in der Stadtgemeinde Bad Leonfelden im Mühlviertel in Oberösterreich.

## Lage
Die Einschicht hat die Adresse Oberlaimbach 1. Sie gehört zur Ortschaft Oberlaimbach, zur Katastralgemeinde Laimbach und zum Zählsprengel Bad Leonfelden-Umgebung. Sie liegt auf einer Höhe von 740 m ü. A. im Leonfeldner Hochland.
Die Sternmühle befindet sich im Einzugsgebiet des Flusses Große Rodl.

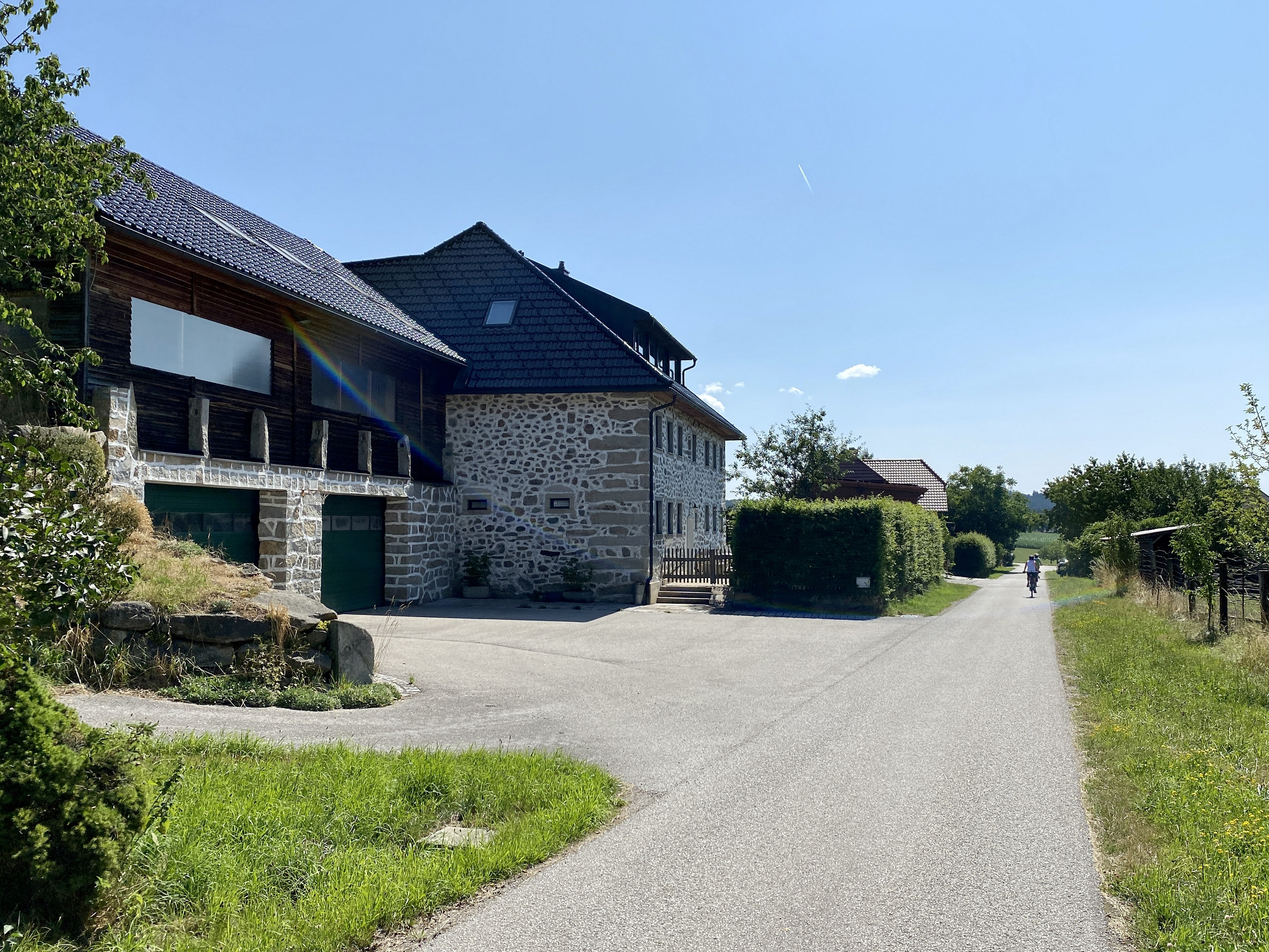
Radtour-Strecke bei der Sternmühle

Mehrere Radtour-Strecken führen an der Einschicht vorbei. Zu den mittelschweren zählen die 57,5 Kilometer lange Hoch-4-Runde, die 47,9 Kilometer lange Sternwald-Grenzland-Runde, die 21,8 Kilometer lange Miesenwald-Runde und die 10,4 Kilometer lange Stadtrunde Bad Leonfelden. Bei den schweren Strecken handelt es sich um die 29,6 Kilometer lange Vyšší-Brod-Runde und die 21,8 Kilometer lange Studánky-Runde.

## Geschichte
Im Urbar von Leonfelden ist um das Jahr 1435 und wieder um 1533 von einem SternMülner zu lesen. Die Sternmühle selbst wurde im Jahr 1618 als Sternmill urkundlich erwähnt. Sie wurde im Theresianischen Gültbuch von 1750 als Sternmühl, im Josephinischen Lagebuch von 1787 als Sternmühle und im alten Grundbuch der Jahre 1790 bis 1793 als Sternmühle mit Inhäusl genannt und gehörte damals zur Grundherrschaft Waxenberg. Die ältesten erhaltenen Bauteile gehen auf das 17. und 18. Jahrhundert zurück.

## Baubeschreibung
Von der ehemaligen Mühle ist der Wohnstock erhalten, der eine Fassade mit einer Putzrahmengliederung aus der zweiten Hälfte des 19. Jahrhunderts aufweist. In seinen Innenräumen sind Tonnen- und Platzlgewölbe vorhanden. Das Portal des Stalls ist mit der Jahreszahl 1852 bezeichnet. Im Stall gibt es ein Platzlgewölbe, das zum Teil auf Steinpfeilern ruht.